# Strepsils
Strepsils zijn zuigtabletten die gebruikt worden bij keelpijn en keelontsteking. Ze zijn zonder voorschrift verkrijgbaar. De naam Strepsils is een merknaam van Reckitt Benckiser Healthcare.
De werkzame stoffen in Strepsils zijn amylmetacresol (0,6 milligram per tablet) en 2,4-dichloorbenzylalcohol (1,2 milligram per tablet). Dit zijn stoffen die een matig antibacteriële werking hebben. De zuigtabletten zijn bedoeld om bij beginnende keelpijn te gebruiken. Ze kunnen de keelpijn niet genezen, maar wel verzachten. Door de fabrikant aanbevolen gebruik is een tablet om de twee à drie uur.
De tabletten bevatten veel suiker (iets meer dan 65%), glucose en smaak- en kleurstoffen. Er zijn verschillende smaken verkrijgbaar, onder meer menthol; citroen en honing; en sinaasappel met vitamine C (100 mg vitamine C per tablet). Ook is er een suikervrije versie.
Strepsils lidocaine bevatten nog 2 mg lidocaïnehydrochloride per tablet. Deze formule is ook als spray verkrijgbaar.
Omdat de meeste keelontstekingen een virale oorzaak hebben, is de werking van Strepsils beperkt.